# التایر (تگزاس)
التایر، تگزاس (به انگلیسی: Altair, Texas) یک منطقهٔ مسکونی در ایالات متحده آمریکا است که در تگزاس واقع شده‌است.

## خصوصیات
التایر ۶۲٫۱۸ متر بالاتر از سطح دریا واقع شده‌است.

## نگارخانه

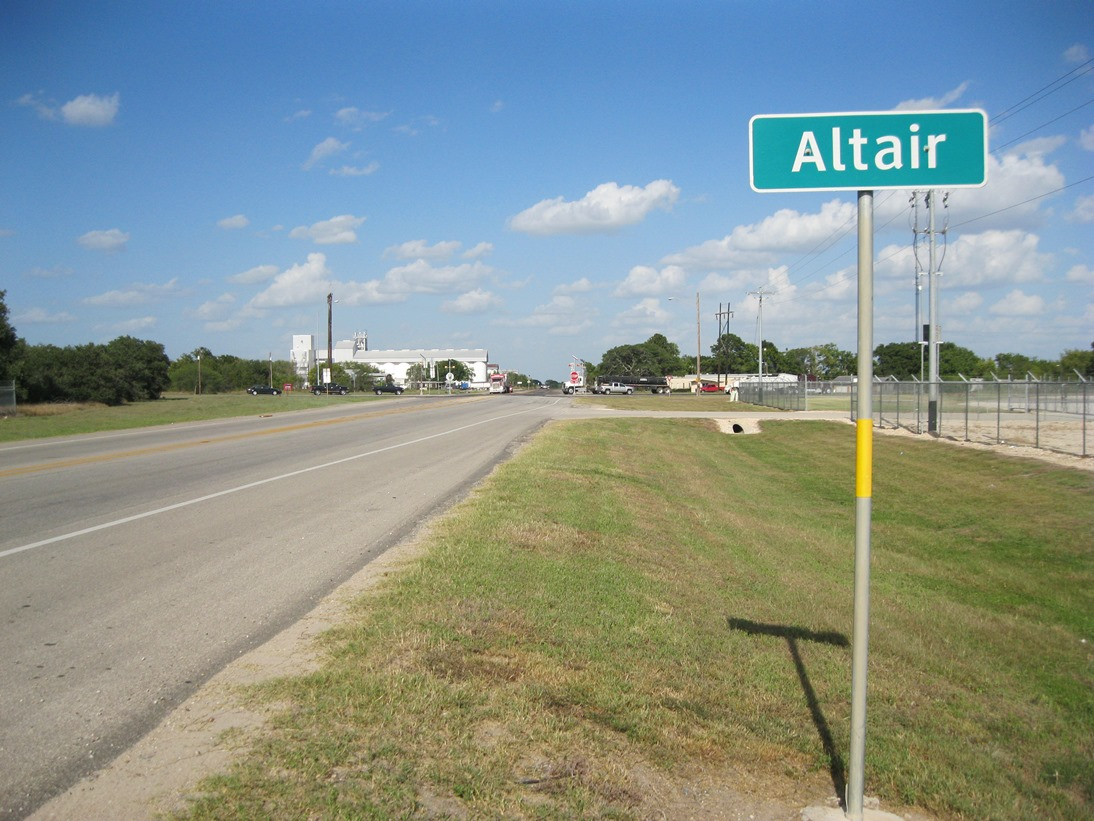
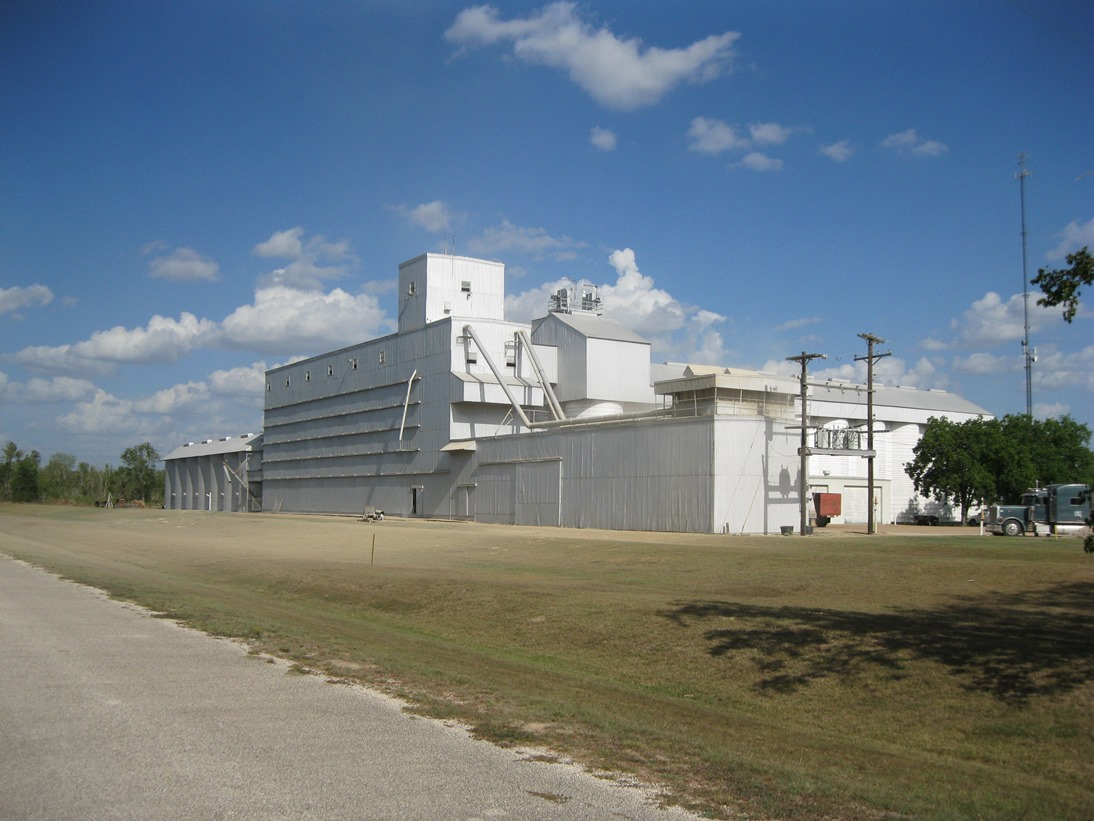
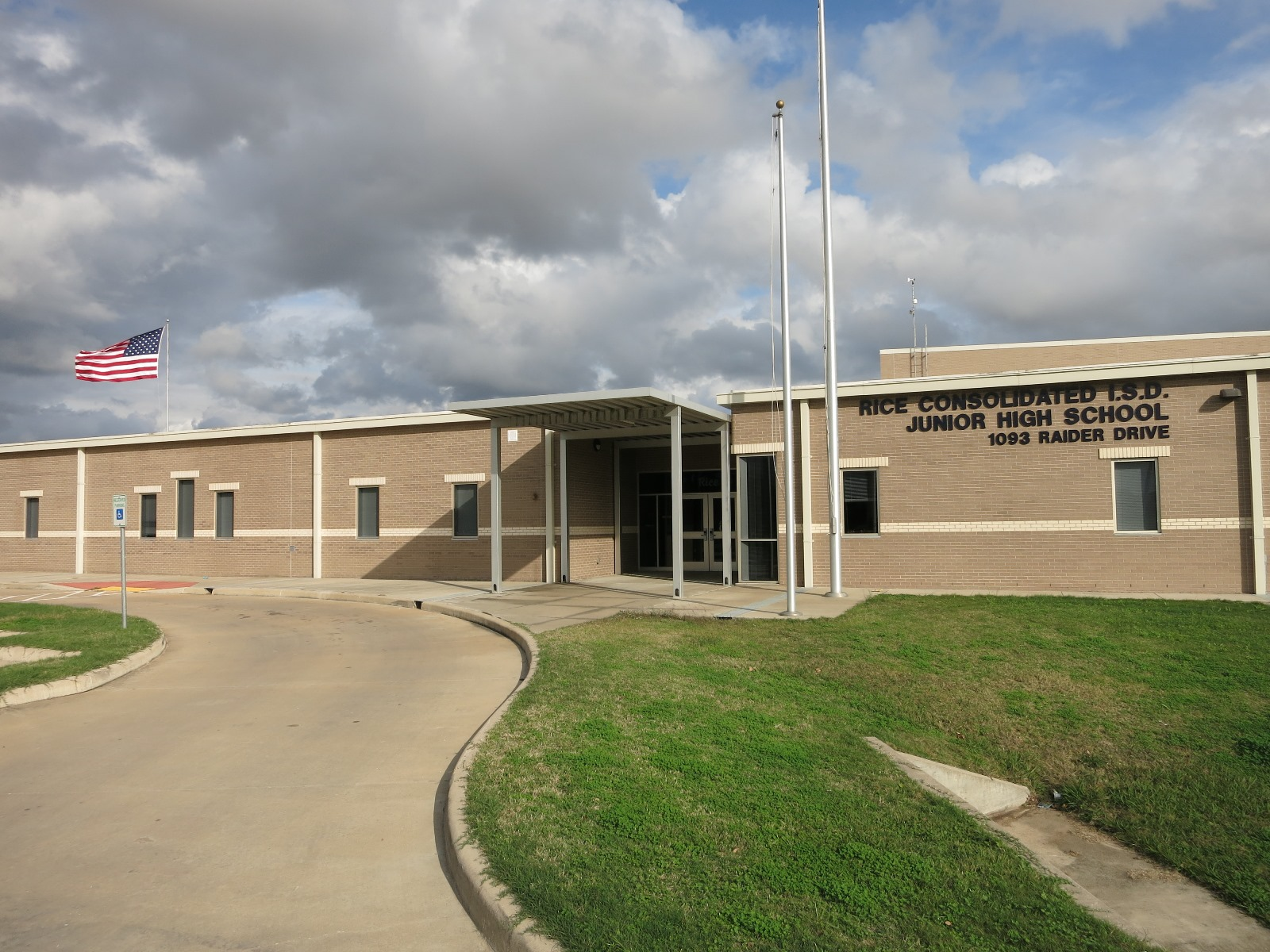